# Labicymbium nigrum
Labicymbium nigrum là một loài nhện trong họ Linyphiidae. Loài này được phát hiện ở Colombia.